# ليدي جين غراي

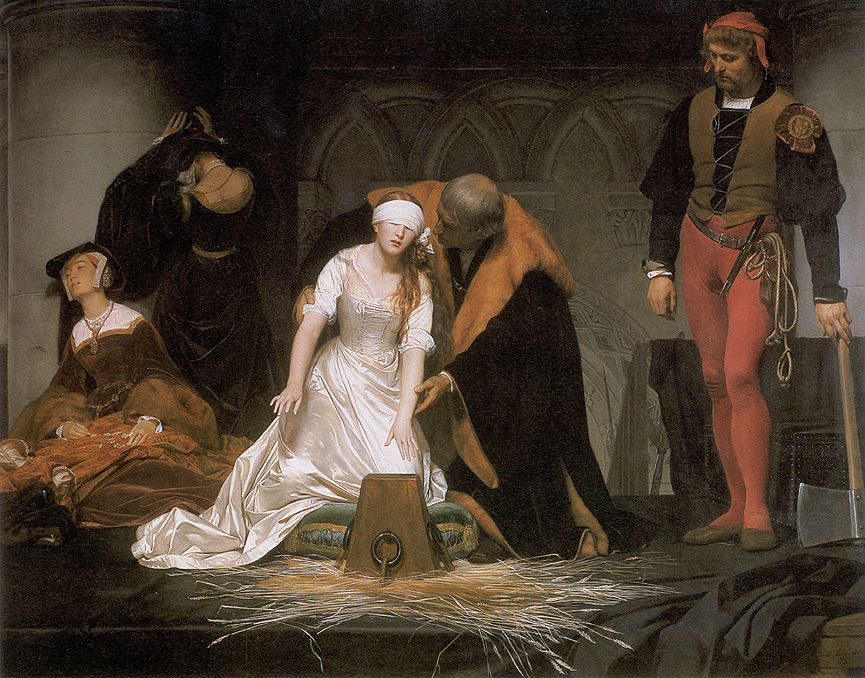
إعدام الليدى جين غراي، لوحة زينتية لبول دولاروش- الناشيونال غالري، لندن

ليدي جين غراي (بالإنجليزية: Grey Lady Jane)‏ عاشت (1537/1536 - 12 فبراير 1554م) هي ملكة إنجلترا (من 9 إلى 19 يوليو 1553 م). وعرفت بملكة الأيام التسعة.

## النشأة والتعليم
كانت ليدي جين غراي الابنة الكبرى لهنري غراي، الدوق الأول لسوفولك، وزوجته فرانسيس. وفقًا للنظرة التقليدية، ولدت في برادغيت بارك في ليسرشير في أكتوبر 1537، بينما تظهر الأبحاث الأحدث أنها ولدت في وقت أبكر، ربما في لندن، في أواخر 1536 أو في ربيع 1537. كانت فرانسيس الابنة الكبرى لأخت الملك هنري الثامن الصغرى ماري. كانت لجين أختان أصغر سنًا: ليدي كاثرين وليدي ماري. من جهة والدتهن، كانت الأخوات الثلاث أحفادًا لهنري السابع؛ وبنات بنت أخت هنري الثامن؛ وأبناء عمومة لزم لإدوارد السادس، وماري الأولى وإليزابيث الأولى.
تلقت جين التعليم الإنساني، درست اللاتينية واليونانية والعبرية على يد جون أيلمير والإيطالية على يد مايكل أنجلو فلوريو. بتأثير والدها ومعلميها، أصبحت بروتستانتية ملتزمة وتجاوبت مع المصلح هنريخ بولينغر من زيوريخ.

كانت جين تفضل دراستها على حفلات الصيد وتعتبر تربيتها الصارمة التي كانت مقبولة آنذاك أمرًا قاسيًا. ويُقال أنها تذمرت من ذلك للباحث روجر أشام الذي زارها بينما كانت تقرأ لأفلاطون:
«في حضرة الأب أو الأم، إن أكن أتكلم أو صامتة، جالسة أو ذاهبة، آكل أو أشرب، فرحة أو حزينة، أُخيط أو ألعب أو أرقص أو أفعل أي شيء آخر، فعلي أن أفعله بوزن أو مقدار أو عدد، بتمامٍ مثلما خلق الله العالم؛ وإلا عنفوني بحدة، هددوني بقسوة، أجل في الوقت الحاضر بالقَرص والعَصر والصفع (وطرق أخرى لن أسميها من أجل الشرف الذي أكنه لهم)... وأظن نفسي في الجحيم.» 
في أوائل فبراير 1547، أُرسلت جين للعيش في منزل عم إدوارد السادس توماس سيمور، الذي تزوج أرملة هنري الثامن كاثرين بار بعد وقت قصير. عاشت جين مع الزوجين في قلعة سوديلي في غلوسترشير حتى وفاة كاثرين خلال الولادة في سبتمبر 1548.

## المطالبة بالعرش وتولّيه
أعاد قانون الخلافة الثالث لعام 1544 بنات هنري الثامن، ماري وإليزابيث، إلى خط الخلافة، رغم أنهم ظلّوا يُعتبرون غير شرعيين. وعلاوة على ذلك، أذن هذا القانون لهنري الثامن بتغيير الخلافة وفقًا لوصيته. عززت وصية هنري خلافة أطفاله الثلاثة، ثم أعلنت أنه إذا لم يترك أي منهم أحفادًا، فإن العرش سيُنقل إلى ورثة شقيقته الصغرى، ماري، ومن بينهم جين. لأسباب غير معروفة، استبعد هنري فرانسيس غراي، والدة جين، من الخلافة، وتجاوز أيضًا ورثة أخته الكبرى مارغريت، التي تزوجت من البيت الملكي الإسكتلندي.
اعتُبرت ماري وإليزابيث ابنتان غير شرعيتان بموجب القانون خلال حكم هنري الثامن بعد زواجه من كاثرين من أراغون وإعلان بطلان زواجه من آن بولين. بينما كان إدوارد السادس يحتضر بعمر الخامسة عشرة، كانت أخته الكاثوليكية غير الشقيقة ماري وريثته المفترضة. في وصية أوليّة بعنوان «وصيتي للخلافة» كتبها مسبقًا في 1553، حصر إدوارد الخلافة بوريث ذكر (غير موجود) من ورثة فرانسيس براندون وبناتها، قبل تسمية نسيبته البروستانتية «ليدي جين وورثتها الذكور» ليكونوا خلفاءه، ربما في يونيو 1553؛ وكان الهدف من ذلك ضمان حصر الإرث بالبروتستانت، وبالتالي تجاوز ماري، التي كانت من الروم الكاثوليك. ربما كان قرار إدوارد بتسمية جين غراي بتحريض من نورثمبرلاند.

## وراثة العرش
يعود نسبها إلى جدتها ماري تيدور ملكة فرنسا وهي شقيقة الملك الراحل هنري الثامن
و تم إقناع الملك الصغير إدوارد السادس وهو على فراش الموت بتسمية جين غراي خلفه وأجبرها دوق نورثمبرلاند، وهو صاحب نفوذ كبير في البلاط الملكي، على الزواج من ابنه، ليضمن خلافة بروتستانتية خالصة للعرش الملكي.

## الملكة ذات التسع أيام
مع إصابة إدوارد السادس، البالغ من العمر 15 سنة، بمرض السل واقتراب نهايته، دعا جون دادلي الملك لتعيين ليدي جين غراي، ذات الميول البروتستانتية الإصلاحية، وريثة للعرش بدلا من أخته غير الشقيقة ماري التي تمّيزت بتعصبها للكاثوليكية، إلى ذلك، نال جون دادلي ما رغب به. ومع وفاة إدوارد السادس يوم 6 تموز/يوليو 1553، نصبت ليدي جين غراي بعد 4 أيام ملكة على إنجلترا وسط ترحيب من المجلس الملكي. وفي المقابل، لم تحظ الملكة الجديدة بدعم الشعب حيث حبّذت الأغلبية، ذات الميول الكاثوليكية، القطع مع سياسة هنري الثامن الإصلاحية وتنصيب ماري، ابنة كاثرين أراغون، بدلا منها، بعد يومين فقط من تنصيب ليدي جين غراي، غادر جون دادلي القصر رفقة قواته لمواجهة جيوش المعارضة التي حاولت خلع الملكة الجديدة. وفي غيابه، أعلن المجلس الملكي بشكل مفاجئ بطلان تنصيب ليدي جين غراي واتهمها بالخيانة ونصّب بدلا منها ماري ملكة على البلاد. لتنتهي يوم 19 تموز/يوليو 1553 فترة حكم ليدي جين غراي التي استمرت لتسعة أيام فقط وصنّفت كأقصر فترة حكم بتاريخ إنجلترا، وبينما أعدم جون دادلي بتهمة الخيانة بعد نحو شهر، فضّلت ماري العفو عن ليدي جين غراي وزوجها بسب صغر سنهما واتجهت بدلا من ذلك لسجنهما ببرج لندن.
مع مطلع العام 1554، شارك والد ليدي جين غراي بتمرد ضد حكم ماري. وبسبب ذلك، قررت الأخيرة التخلص من جميع منافسيها السياسيين ووافقت على إعدام ليدي جين غراي، يوم 12 شباط/فبراير 1554، تابعت ملكة التسعة أيام من نافذة البرج عملية اقتياد زوجها لمنصة الإعدام. وبعدها بنحو ساعتين، حلّ الجلادون بالقرب منها تمهيدا لإعدامها.
على منصة الإعدام، أبدت ليدي جين غراي شجاعة غير مسبوقة حيث خاطبت الجلادين وطلبت منهم تنفيذ الحكم بشكل سريع. ومن ثم، أقدمت الأخيرة على ربط وشاح أبيض حول عينيها قبل أن تطلب من الراهب مساعدتها لوضع رأسها على اللوح استعدادا لقطعه.
وبذلك، فارقت صاحبة أقصر فترة حكم بتاريخ إنجلترا الحياة عن عمر تجاوز بالكاد السابعة عشر.

## روابط خارجية
- ليدي جين غراي على موقع الموسوعة البريطانية (الإنجليزية)
- ليدي جين غراي على موقع إن إن دي بي (الإنجليزية)

| ليدي جين غراي ولد: 1537 توفي: 12 فبراير 1554 |                                                                      |                  |
| منصب                                         |                                                                      |                  |
| سبقه إدوارد السادس                           | — خِلَافِيّ — ملكة إنجلترا وأيرلندا 10–19 يوليو 1553 خلاف مع ماري الأولى | تبعه ماري الأولى |